# Droga życia (film)
Droga życia (ang. The Way) – hiszpańsko-amerykański dramat filmowy z 2010 roku w reżyserii Emilio Esteveza, powstały przy współpracy jego ojca Martina Sheena. Ukazuje on drogę podczas pielgrzymki do Santiago de Compostela.

## Fabuła
Daniel (Emilio Estevez) ginie w Pirenejach w czasie wędrówki Szlakiem św. Jakuba. Jego ojciec (Martin Sheen), z zawodu lekarz okulista, przybywa do Europy po szczątki syna. Nie mając doświadczenia w pielgrzymowaniu, decyduje się przejść cały szlak do Santiago de Compostela za Daniela, aby uczcić jego pamięć.

## Obsada
- Martin Sheen jako Thomas „Tom” Avery
- Deborah Kara Unger jako Sarah
- James Nesbitt jako Jack
- Yorick van Wageningen jako Joost
- Emilio Estevez jako Daniel Avery